# 胃実
胃実（いじつ）とは、漢方医学で言う消化器系など全般の機能亢進によりおこる症状を言う。

## 概要
漢方医学では六腑のうち胃は五行思想で言う土を司る機能を指し、六臓で言えば脾臓、五官で言えば口、五体で言えば肌肉に相当するため胃の機能の亢進は（西欧医学で言う胃の機能障害とは異なる）欲求不満、愛情不足などがあらわれるとされる。漢方医学では
対処としては
鍼灸においては五行や東洋医学の治療方針の関係から五行では自経が実すれば、その子を瀉すとされており、この場合、土の気である胃が実すれば金の気である子の大腸を瀉せとされており、胃経の厲兌穴、大腸経の商陽穴が用いられる。